# Lambda Lupi
Lambda Lupi (57 Lupi) é uma estrela na direção da constelação de Lupus. Possui uma ascensão reta de 15h 08m 50.63s e uma declinação de −45° 16′ 47.3″. Sua magnitude aparente é igual a 4.07. Considerando sua distância de 406 anos-luz em relação à Terra, sua magnitude absoluta é igual a −1.41. Pertence à classe espectral B3V.